# Cirrhitidae
A Cirrhitidae a sugarasúszójú halak (Actinopterygii) osztályának és a sügéralakúak (Perciformes) rendjéhez tartozó család.

## Rendszerezés
A családba az alábbi nemek tartoznak:
- Amblycirrhitus
- Cirrhitichthys
- Cirrhitops
- Cirrhitus
- Cristacirrhitus
- Cyprinocirrhites
- Isocirrhitus
- Itycirrhitus
- Neocirrhites
- Notocirrhitus
- Oxycirrhites
- Paracirrhites